# Slovenský fotbalový pohár 2013/2014
Slovenský fotbalový pohár v sezóně 2013/14 (oficiálním názvem v tomto ročníku Slovnaft Cup) byl 45. ročník slovenské pohárové soutěže. Vyhrál klub MFK Košice, který ve finále zvítězil nad Slovanem Bratislava 2:1 a jako vítěz se kvalifikoval do 2. předkola Evropské ligy 2014/15.

## Pravidla
Zúčastnit se může pouze jedno mužstvo klubu, tedy A-tým (B-tým nemůže startovat). Utkání se v případě nerozhodného stavu neprodlužují, po odehrání řádné hrací doby následuje penaltový rozstřel, jedinou výjimkou je finálový zápas (zde by se v případě nerozhodného stavu prodlužovalo 2×15 min, teprve poté by přišel na řadu rozstřel ze značky pokutového kopu). První, druhé, třetí kolo a finále se hraje na jedno utkání, čtvrtfinále a semifinále systémem dvojutkání.

## 1. kolo
Prvního kola se neúčastnily týmy z nejvyšší soutěže.

Pozn.: údaj v závorce je poločasový výsledek

Odehráno 6. srpna 2013:
- Partizán Bardejov - ŠK Odeva Lipany 2:1 (1:1)
- MFK Vrbové - OFK Dunajská Lužná 0:0 (0:0), 1:3 pen.
- FK Spartak Vráble - ŠK SFM Senec 2:2 (2:0), 4:3 pen.
- FK Partizán Prečín - FK Slovan Duslo Šaľa 1:2 (1:1)
- TJ Družstevník Vrakúň - ŠKF Sereď 0:1 (0:1)
- TJ Baník Ružiná - MŠK Fomat Martin 2:1 (0:0)
- MŠK Námestovo - MFK Zemplín Michalovce 1:4 (1:1)
- MŠK Rimavská Sobota - FK Bodva Moldava nad Bodvou 3:1 (1:0)

Odehráno 7. srpna 2013:
- FC Petržalka 1898 - FK Rača 3:0 (1:0)
- TJ Rovinka - FK Pohronie 1:3 (0:1)
- FK Slovan Nemšová - MFK Nová Baňa 1:0 (0:0)
- MFK Dubnica - MFK Skalica 1:3 (1:1)
- AFC Nové Mesto nad Váhom - MFK Topoľčany 1:1 (0:1), 6:5 pen.
- FK Haniska - FO ŽP ŠPORT Podbrezová 1:5 (1:3)
- MFK Dolný Kubín - MFK Snina 0:0 (0:0), 3:1 pen.
- FK Čadca - 1. FC Tatran Prešov 0:3 (0:3)
- ŠK Milénium Bardejovská Nová Ves - FC Lokomotíva Košice 1:0 (1:0)
- MFK Vranov nad Topľou - ŠK Futura Humenné 3:0 (0:0)
- Baník Kalinovo - MFK Tatran Liptovský Mikuláš 0:0 (0:0), 2:4 pen.

## 2. kolo
Odehráno 27. srpna 2013:
- FK Spartak Vráble - FK Senica 0:0 (0:0), 3:4 pen.
- ŠKF Sereď - FC AS Trenčín 0:0 (0:0), 4:3 pen.
- OFK Dunajská Lužná - FC Nitra 0:0 (0:0), 4:3 pen.
- FK Slovan Duslo Šaľa - FC ŠTK 1914 Šamorín 2:1 (2:1)
- MFK Dolný Kubín - MŠK Žilina 0:2 (0:1)
- FO ŽP ŠPORT Podbrezová - MFK Ružomberok 0:3 (0:0)
- FK Dukla Banská Bystrica - MFK Tatran Liptovský Mikuláš 0:0 (0:0), 3:4 pen.
- 1. FC Tatran Prešov - Partizán Bardejov 0:0 (0:0), 3:2 pen.

Odehráno 28. srpna 2013:
- DAC 1904 Dunajská Streda - FK Pohronie 6:1 (3:1)
- AFC Nové Mesto nad Váhom - ŠK Slovan Bratislava 0:5 (0:1)
- FC Petržalka 1898 - FC ViOn Zlaté Moravce 2:4 (1:1)
- FK Slovan Nemšová - TJ Spartak Myjava 1:0 (0:0)
- FC Spartak Trnava - MFK Skalica 2:0 (0:0)
- TJ Baník Ružiná - MFK Košice 1:3 (0:3)
- MFK Vranov nad Topľou - MFK Zemplín Michalovce 0:2 (0:1)
- ŠK Milénium Bardejovská Nová Ves - MŠK Rimavská Sobota 0:1 (0:0)

## 3. kolo
Odehráno 24. září 2013:
- ŠKF Sereď - MFK Košice 1:1 (0:0), 2:3 pen.
- 1. FC Tatran Prešov - DAC 1904 Dunajská Streda 1:0 (0:0)
- FC ViOn Zlaté Moravce - FK Slovan Duslo Šaľa 3:2 (2:0)
- FC Spartak Trnava - MFK Tatran Liptovský Mikuláš 3:0 (2:0)
- MŠK Rimavská Sobota - FK Senica 1:1 (0:1), 5:6 pen.
- MFK Ružomberok - MFK Zemplín Michalovce 0:0 (0:0), 5:4 pen.

Odehráno 25. září 2013:
- FK Slovan Nemšová - MŠK Žilina 0:1 (0:1)
- OFK Dunajská Lužná - ŠK Slovan Bratislava 0:3 (0:1)

## Čtvrtfinále

### První zápasy
Odehráno 22. října 2013:
- FC Spartak Trnava - MFK Ružomberok 1:3 (1:1)
- 1. FC Tatran Prešov - MFK Košice 1:2 (0:1)
- MŠK Žilina - ŠK Slovan Bratislava 1:3 (0:3)

Odehráno 23. října 2013:
- FK Senica - FC ViOn Zlaté Moravce 1:2 (0:1), kontumačně 3:0 [p. 1][4]

### Odvety
Odehráno 5. listopadu 2013:
- MFK Ružomberok - FC Spartak Trnava 1:2 (1:0), celkové skóre 4:3
- FC ViOn Zlaté Moravce - FK Senica 0:1 (0:0), celkové skóre 0:4

Odehráno 6. listopadu 2013:
- MFK Košice - 1. FC Tatran Prešov 2:0 (0:0), celkové skóre 4:1
- ŠK Slovan Bratislava - MŠK Žilina 2:0 (0:0), celkové skóre 5:1

## Semifinále

### První zápasy
Odehráno 8. dubna 2014:
- FK Senica - ŠK Slovan Bratislava 1:3 (1:2)
- MFK Ružomberok - MFK Košice 0:0 (0:0)

### Odvety
Odehráno 15. dubna 2014:
- ŠK Slovan Bratislava - FK Senica 3:0 (2:0), celkové skóre 6:1
- MFK Košice - MFK Ružomberok 4:1 (0:0), celkové skóre 4:1

## Finále
| 1. květen 2014 18:20 SELČ |        |                      |                                                                        |
| ŠK Slovan Bratislava      | 1 : 2  | MFK Košice           | Štadión Spartaka Myjava, Myjava diváci: 2 647 rozhodčí: Miroslav Jaška |
| Vittek 6'                 | Report | Diaby 31' Bukata 74' | Štadión Spartaka Myjava, Myjava diváci: 2 647 rozhodčí: Miroslav Jaška |

| Slovan | Košice |

| ŠK SLOVAN BRATISLAVA: |    |                           |  |     |
|                       |    |                           |  |     |
| GK                    | 1  | Dušan Perniš              |  |     |
| RB                    | 18 | Mamadou Bagayoko          |  |     |
| CB                    | 16 | Nicolas Ezequiel Gorosito |  |     |
| CB                    | 3  | Branislav Niňaj           |  |     |
| LB                    | 21 | Kristián Kolčák           |  | 79' |
| DM                    | 5  | Tomáš Bagi                |  |     |
| CM                    | 20 | Seydouba Soumah           |  | 58' |
| RM                    | 77 | Lester Peltier            |  | 85' |
| LM                    | 11 | Marko Milinković 50'      |  |     |
| CF                    | 9  | Juraj Halenár             |  |     |
| FW                    | 33 | Róbert Vittek             |  |     |
| Náhradníci:           |    |                           |  |     |
| GK                    | 22 | Martin Polaček            |  |     |
| CB                    | 26 | Dávid Hudák               |  | 85' |
| MF                    | 19 | Viktor Miklós             |  |     |
| MF                    | 23 | Lukáš Gašparovič          |  |     |
| RM                    | 7  | Filip Hlohovský           |  |     |
| CF                    | 12 | Karol Mészáros            |  | 58' |
| FW                    | 27 | Alan Kováč                |  | 79' |
| Trenér:               |    |                           |  |     |
| Dušan Galis           |    |                           |  |     |

| MFK KOŠICE:    |    |                   |  |     |
|                |    |                   |  |     |
| GK             | 25 | Darko Tofiloski   |  |     |
| RB             | 19 | Miroslav Viazanko |  |     |
| CB             | 38 | Peter Bašista     |  | 78' |
| CB             | 16 | Peter Kavka       |  |     |
| LB             | 2  | Boris Sekulić     |  |     |
| DM             | 4  | Ivan Ostojić      |  |     |
| CM             | 10 | Peter Šinglár 90' |  | 90' |
| CM             | 12 | Ľubomír Korijkov  |  |     |
| AM             | 24 | Lazar Đorđević    |  | 80' |
| AM             | 28 | Martin Bukata     |  |     |
| FW             | 11 | Oumar Diaby       |  |     |
| Náhradníci:    |    |                   |  |     |
| GK             | 1  | Matúš Ružinský    |  |     |
| CB             | 5  | Tomáš Huk         |  | 78' |
| RB             | 15 | Mikuláš Tóth      |  |     |
| MF             | 6  | Jozef Skvašík     |  |     |
| MF             | 18 | Lukáš Urban       |  | 90' |
| AM             | 7  | Tomáš Kubík       |  |     |
| FW             | 27 | Nermin Haskić     |  | 80' |
| Trenér:        |    |                   |  |     |
| Radoslav Látal |    |                   |  |     |

| Muž zápasu: Martin Bukata (MFK Košice) Asistenti rozhodčího: Martin Balko Dušan Kubačka Čtvrtý rozhodčí: Dušan Hrčka |

## Vítěz
| Slovenský fotbalový pohár 2013/14 MFK Košice (2. titul) |